# Gonia pilosa
Gonia pilosa là một loài ruồi trong họ Tachinidae.